# Varizes gástricas
Varizes gástricas são veias submucosas dilatadas no estômago, que podem ameaçar a vida de seus portadores através de hemorragia gastrointestinal.